# Rich Communication Services
Rich Communication Services, doorgaans afgekort tot RCS, is een communicatieprotocol dat in 2007 door een groep bedrijven is afgesproken. Het doel is sms te vervangen door een rijker protocol dat gebruik van media mogelijk maakt.
Het feit dat het protocol door een telecomprovider moet worden geïnstalleerd, terwijl deze hier niet direct aan verdient, heeft ertoe geleid dat het protocol niet snel werd geadopteerd.
Vanaf 2020 wordt RCS ondersteund door Google in hun berichtenapp op Android-toestellen, waarbij Google zorgt voor de levering van berichten als de provider dit niet ondersteunt 
Apple plant om RCS te ondersteunen in zijn berichtenapp vanaf iOS 18 in het najaar van 2024. Dan zullen alle grote fabrikanten RCS ondersteunen.

## Landen
In Nederland ondersteunde in 2020 enkel Vodafone het protocol.
In België startte Orange in 2019-2020 als eerste met RCS, gevolgd door Proximus. Vanaf februari 2021 was RCS ook beschikbaar voor de klanten van Telenet/BASE, waardoor alle drie de providers dit ondersteunen.